# Temascalapa
Temascalapa pertence à Região Ecatepec, é um dos municípios localizados ao nordeste do Estado de México, no México.